# Vụ tấn công Pahalgam năm 2025
Vụ tấn công Pahalgam năm 2025 (2025 Pahalgam attack) là một vụ tấn công của năm chiến binh Hồi giáo có vũ trang nhằm vào khách du lịch xảy ra vào ngày 22 tháng 4 năm 2025 ở gần Pahalgam thuộc Jammu và Kashmir do Ấn Độ quản lý. Những kẻ khủng bố chủ yếu nhắm vào khách du lịch theo đạo Hindu, mặc dù một khách du lịch theo đạo Thiên chúa và một người Hồi giáo địa phương cũng thiệt mạng trong vụ tấn công. Thung lũng Baisaran nằm cách thị trấn Pahalgam thuộc quận Anantnag khoảng 7km, ở vùng Jammu và Kashmir do Ấn Độ quản lý vốn là một địa điểm du lịch nổi tiếng được bao quanh bằng rừng thông. Năm tay súng vũ trang, mang theo súng trường tấn công M4 và AK-47, mặc quân phục đã xâm nhập khu vực du lịch, chúng nhắm mục tiêu chủ yếu vào các khách du lịch. Vụ tấn công đã khiến 26 dân thường thiệt mạng, trong đó có 25 khách du lịch và một người địa phương làm nghề lái ngựa cố gắng tước súng của những kẻ tấn công, ngoài ra, có 20 người khác cũng bị thương. Vụ việc này được coi là vụ tấn công chết người nhất vào dân thường ở Ấn Độ kể từ vụ tấn công Mumbai năm 2008. 
Thủ phạm được xác định là Tổ chức Mặt trận Kháng chiến (TRF), được cho là một nhánh của nhóm khủng bố Lashkar-e-Taiba (LeT) có trụ sở tại Pakistan đã nhận trách nhiệm về vụ tấn công này. TRF đã đưa ra tuyên bố rằng cuộc tấn công nhằm phản đối việc định cư của người dân địa phương trong khu vực do sự hủy bỏ quy chế đặc biệt của Jammu và Kashmir ở Kashmir. Bốn ngày sau, Tổ chức này rút lại lời tuyên bố nhận trách nhiệm của mình. Trước đó, TRF đã nhận trách nhiệm về một số vụ tấn công vào Kashmir do Ấn Độ quản lý. Những kẻ khủng bố đã chọn những người đàn ông và hỏi về tôn giáo của họ trước khi bắn những du khách theo đạo Hindu và đạo Thiên chúa. Vụ tấn công đã làm gia tăng căng thẳng giữa Ấn Độ và Pakistan vì Ấn Độ cáo buộc Pakistan hỗ trợ khủng bố xuyên biên giới, dẫn đến việc Ấn Độ trục xuất các nhà ngoại giao Pakistan và đóng cửa biên giới. Pakistan phủ nhận mọi liên quan và đáp trả bằng cách đình chỉ Hiệp định Simla, hạn chế thương mại và đóng cửa không phận. Tình trạng đối đầu leo thang thành một cuộc xung đột trực tiếp vào ngày 7 tháng 5 năm 2025, khi Ấn Độ tiến hành các cuộc không kích (Chiến dịch Sindoor) vào các mục tiêu khủng bố bị cáo buộc ở Pakistan, nhưng sau đó hai nước đã đạt được lệnh ngừng bắn vào ngày 10 tháng 5 năm 2025 dưới sự trung gian của Tổng thống Trump.